# Großer Preis von Belgien 1982
Der Große Preis von Belgien 1982 (offiziell XL Grote Prijs van België) fand am 9. Mai auf dem Circuit Zolder in Zolder-Terlaemen statt und war das fünfte Rennen der Formel-1-Weltmeisterschaft 1982.

## Berichte

### Hintergrund
Um zu verhindern, dass die FOCA-Teams nach dem Großen Preis von San Marino noch ein weiteres Rennen boykottierten, handelte die FISA mit den Teamverantwortlichen bei einem Treffen in Casablanca einen Kompromiss aus.
Innerhalb des Ferrari-Teams gab es Streit über die Stallorder. Insbesondere Gilles Villeneuve war verärgert über seinen Teamkollegen Didier Pironi, da dieser ihn auf den letzten Metern in Imola überholt hatte. Er weigerte sich, mit seinem ehemals guten Freund zu sprechen.
Emilio de Villota kehrte nach vierjähriger Unterbrechung am Steuer eines dritten Werks-March 821 in die Formel 1 zurück. Der Einsatz seines LBT Team March genannten Projekts wurde von Onyx Racing organisiert, erfolgte aber aus formalen Gründen durch RAM Racing, das in diesem Jahr unter der Bezeichnung March Grand Prix an den Start ging. Mit Marc Surer und Jan Lammers gab es zudem zwei weitere Rückkehrer an diesem Wochenende.
Jochen Mass bestritt seinen 100. Grand Prix.

### Training
Da 32 Piloten anwesend waren, mussten die beiden Langsamsten, die nicht am regulären Qualifikationstraining teilnehmen durften, in einer Vorqualifikation ermittelt werden. Es handelte sich dabei um Riccardo Paletti und de Villota.
Während des zweiten Qualifikationstrainings am Samstag versuchte Villeneuve die Zeit seines neuerdings verhassten Teamkollegen Pironi zu unterbieten, um unbedingt vor diesem in der Startaufstellung zu stehen. Während seiner Qualifikationsrunde lief er auf Jochen Mass auf, der sich auf dem Weg zurück in die Box befand und daher vergleichsweise langsam fuhr. Mass erkannte den herannahenden Ferrari im Rückspiegel und gab die Ideallinie frei, indem er nach rechts zog. Unglücklicherweise hatte sich Villeneuve gleichzeitig entschlossen, abseits der Ideallinie rechts am Deutschen vorbeizuziehen. Er fuhr dadurch mit hoher Geschwindigkeit auf den March 821 auf. Sein Ferrari 126C2 stieg auf, landete mit der Fahrzeugspitze voran jenseits der Leitplanken und prallte von dort aus auf die Strecke zurück. Der Wagen brach in mehrere Teile und Villeneuve wurde mitsamt seiner Sitzschale herausgeschleudert. Direkt am Unfallort und während des Transports ins Krankenhaus wurden Wiederbelebungsversuche durchgeführt. Am Abend wurden die medizinischen Geräte abgeschaltet und Villeneuve für tot erklärt. Das Ferrari-Team reiste daraufhin ab.
Die erste Startreihe teilten sich die beiden Renault-Werksfahrer Alain Prost und René Arnoux. Auf dem dritten Platz folgte Keke Rosberg, der an diesem Wochenende den ersten Grand-Prix-Einsatz des neuen Williams FW08 absolvierte. Niki Lauda folgte vor Michele Alboreto, Andrea de Cesaris und Nigel Mansell. Die beiden Brabham-Piloten Nelson Piquet und Riccardo Patrese, die auf Druck des Motorenherstellers BMW erstmals seit dem Saisonauftakt in Südafrika wieder den neuen Brabham BT50 mit BMW-Turbomotor einsetzten, qualifizierten sich für die Startplätze acht und neun.
Aufgrund der Nichtteilnahme des Ferrari-Teams rückten Mass und Mauro Baldi, die eigentlich die Qualifikation verfehlt hatten, ins Starterfeld auf.

### Rennen
Prost wurde kurz nach dem Start von Arnoux und Rosberg auf den dritten Rang verwiesen. Als Arnoux in der fünften Runde aufgrund eines Schadens am Turbolader die Box ansteuerte und kurz darauf ausfiel, übernahm Rosberg die Führung. Da Prost ebenfalls mit technischen Problemen zu kämpfen hatte, fiel er hinter Lauda und de Cesaris zurück.
In der 29. Runde verlor Lauda im Zuge eines Überrundungsmanövers den zweiten Rang an de Cesaris. Da dieser jedoch sechs Runden später aufgrund eines Problems mit der Kraftübertragung ausschied, erhielt der Österreicher den zweiten Platz zurück. John Watson hatte unterdessen Patrese überholt und verringerte fortan den Abstand gegenüber seinem Teamkollegen Lauda, der aufgrund einer weicheren Reifenmischung etwas langsamer zu sein schien. In der 46. Runde wechselten die Positionen der beiden.
In der vorletzten Runde geriet Rosberg aufgrund schlechter werdender Reifen kurz neben die Ideallinie. Watson nutzte diesen kleinen Fahrfehler aus, um die Führung zu übernehmen und den dritten Grand-Prix-Sieg seiner Karriere sicherzustellen. Rosberg erreichte das Ziel als Zweiter vor Lauda. Der Österreicher wurde jedoch nach dem Rennen disqualifiziert, da sein Rennwagen nicht dem geforderten Mindestgewicht entsprach. Dadurch gelangte Eddie Cheever nachträglich auf den dritten Rang vor Elio de Angelis, Piquet und Chico Serra.

## Meldeliste
| Team                           | Nr. | Fahrer             | Chassis        | Motor                    | Reifen |
| ------------------------------ | --- | ------------------ | -------------- | ------------------------ | ------ |
| Parmalat Racing Team           | 01  | Nelson Piquet      | Brabham BT50   | BMW M12/13 1,5 L4t       | G      |
| Parmalat Racing Team           | 02  | Riccardo Patrese   | Brabham BT50   | BMW M12/13 1,5 L4t       | G      |
| Team Tyrrell                   | 03  | Michele Alboreto   | Tyrrell 011    | Ford Cosworth DFV 3.0 V8 | G      |
| Team Tyrrell                   | 04  | Brian Henton       | Tyrrell 011    | Ford Cosworth DFV 3.0 V8 | G      |
| TAG Williams Team              | 05  | Derek Daly         | Williams FW08  | Ford Cosworth DFV 3.0 V8 | G      |
| TAG Williams Team              | 06  | Keke Rosberg       | Williams FW08  | Ford Cosworth DFV 3.0 V8 | G      |
| Marlboro McLaren International | 07  | John Watson        | McLaren MP4/1B | Ford Cosworth DFV 3.0 V8 | M      |
| Marlboro McLaren International | 08  | Niki Lauda         | McLaren MP4/1B | Ford Cosworth DFV 3.0 V8 | M      |
| Team ATS                       | 09  | Manfred Winkelhock | ATS D5         | Ford Cosworth DFV 3.0 V8 | G      |
| Team ATS                       | 10  | Eliseo Salazar     | ATS D5         | Ford Cosworth DFV 3.0 V8 | G      |
| John Player Team Lotus         | 11  | Elio de Angelis    | Lotus 91       | Ford Cosworth DFV 3.0 V8 | G      |
| John Player Team Lotus         | 12  | Nigel Mansell      | Lotus 91       | Ford Cosworth DFV 3.0 V8 | G      |
| Ensign Racing                  | 14  | Roberto Guerrero   | Ensign N181    | Ford Cosworth DFV 3.0 V8 | A      |
| Équipe Renault Elf             | 15  | Alain Prost        | Renault RE30B  | Renault EF1 1.5 V6t      | M      |
| Équipe Renault Elf             | 16  | René Arnoux        | Renault RE30B  | Renault EF1 1.5 V6t      | M      |
| Rothmans March Grand Prix Team | 17  | Jochen Mass        | March 821      | Ford Cosworth DFV 3.0 V8 | P      |
| Rothmans March Grand Prix Team | 18  | Raul Boesel        | March 821      | Ford Cosworth DFV 3.0 V8 | P      |
| LBT Team March                 | 19  | Emilio de Villota  | March 821      | Ford Cosworth DFV 3.0 V8 | P      |
| Fittipaldi Automotive          | 20  | Chico Serra        | Fittipaldi F8D | Ford Cosworth DFV 3.0 V8 | P      |
| Marlboro Team Alfa Romeo       | 22  | Andrea de Cesaris  | Alfa Romeo 182 | Alfa Romeo 1260 3.0 V12  | M      |
| Marlboro Team Alfa Romeo       | 23  | Bruno Giacomelli   | Alfa Romeo 182 | Alfa Romeo 1260 3.0 V12  | M      |
| Équipe Talbot Gitanes          | 25  | Eddie Cheever      | Ligier JS17B   | Matra MS81 3.0 V12       | M      |
| Équipe Talbot Gitanes          | 26  | Jacques Laffite    | Ligier JS17B   | Matra MS81 3.0 V12       | M      |
| Scuderia Ferrari SpA SEFAC     | 27  | Gilles Villeneuve  | Ferrari 126C2  | Ferrari 021 1.5 V6t      | G      |
| Scuderia Ferrari SpA SEFAC     | 28  | Didier Pironi      | Ferrari 126C2  | Ferrari 021 1.5 V6t      | G      |
| Arrows Racing Team             | 29  | Marc Surer         | Arrows A4      | Ford Cosworth DFV 3.0 V8 | P      |
| Arrows Racing Team             | 30  | Mauro Baldi        | Arrows A4      | Ford Cosworth DFV 3.0 V8 | P      |
| Osella Squadra Corse           | 31  | Jean-Pierre Jarier | Osella FA1C    | Ford Cosworth DFV 3.0 V8 | P      |
| Osella Squadra Corse           | 32  | Riccardo Paletti   | Osella FA1C    | Ford Cosworth DFV 3.0 V8 | P      |
| Theodore Racing Team           | 33  | Jan Lammers        | Theodore TY02  | Ford Cosworth DFV 3.0 V8 | A      |
| Toleman Group Motorsport       | 35  | Derek Warwick      | Toleman TG181C | Hart 415T 1.5 L4t        | P      |
| Toleman Group Motorsport       | 36  | Teo Fabi           | Toleman TG181C | Hart 415T 1.5 L4t        | P      |

## Klassifikationen

### Qualifying
| Pos. | Fahrer             | Konstrukteur    | Qualifikationstraining 1 | Qualifikationstraining 1 | Qualifikationstraining 2 | Qualifikationstraining 2 | Start |
| Pos. | Fahrer             | Konstrukteur    | Zeit                     | Ø-Geschwindigkeit        | Zeit                     | Ø-Geschwindigkeit        | Start |
| ---- | ------------------ | --------------- | ------------------------ | ------------------------ | ------------------------ | ------------------------ | ----- |
| 01   | Alain Prost        | Renault         | 1:15,962                 | 201,985 km/h             | 1:15,701                 | 202,682 km/h             | 01    |
| 02   | René Arnoux        | Renault         | 1:15,903                 | 202,142 km/h             | 1:15,730                 | 202,604 km/h             | 02    |
| 03   | Keke Rosberg       | Williams-Ford   | 1:17,654                 | 197,584 km/h             | 1:15,847                 | 202,291 km/h             | 03    |
| 04   | Niki Lauda         | McLaren-Ford    | 1:17,577                 | 197,780 km/h             | 1:16,049                 | 201,754 km/h             | 04    |
| 05   | Michele Alboreto   | Tyrrell-Ford    | 1:17,334                 | 198,402 km/h             | 1:16,308                 | 201,069 km/h             | 05    |
| 06   | Didier Pironi      | Ferrari         | 1:18,769                 | 194,787 km/h             | 1:16,501                 | 200,562 km/h             | DNS   |
| 07   | Andrea de Cesaris  | Alfa Romeo      | 1:17,696                 | 197,477 km/h             | 1:16,575                 | 200,368 km/h             | 06    |
| 08   | Gilles Villeneuve  | Ferrari         | 1:17,507                 | 197,959 km/h             | 1:16,616                 | 200,261 km/h             | DNS   |
| 09   | Nigel Mansell      | Lotus-Ford      | 1:17,614                 | 197,686 km/h             | 1:16,944                 | 199,407 km/h             | 07    |
| 10   | Nelson Piquet      | Brabham-BMW     | 1:17,124                 | 198,942 km/h             | 1:17,535                 | 197,887 km/h             | 08    |
| 11   | Riccardo Patrese   | Brabham-BMW     | 1:18,366                 | 195,789 km/h             | 1:17,126                 | 198,937 km/h             | 09    |
| 12   | John Watson        | McLaren-Ford    | 1:18,639                 | 195,109 km/h             | 1:17,144                 | 198,890 km/h             | 10    |
| 13   | Elio de Angelis    | Lotus-Ford      | 1:18,655                 | 195,070 km/h             | 1:17,762                 | 197,310 km/h             | 11    |
| 14   | Manfred Winkelhock | ATS-Ford        | 1:19,430                 | 193,166 km/h             | 1:17,879                 | 197,013 km/h             | 12    |
| 15   | Derek Daly         | Williams-Ford   | 1:18,194                 | 196,220 km/h             | 1:18,591                 | 195,228 km/h             | 13    |
| 16   | Eddie Cheever      | Ligier-Matra    | 1:20,182                 | 191,355 km/h             | 1:18,301                 | 195,952 km/h             | 14    |
| 17   | Bruno Giacomelli   | Alfa Romeo      | 1:18,425                 | 195,642 km/h             | 1:18,371                 | 195,776 km/h             | 15    |
| 18   | Jean-Pierre Jarier | Osella-Ford     | 1:20,056                 | 191,656 km/h             | 1:18,403                 | 195,697 km/h             | 16    |
| 19   | Jacques Laffite    | Ligier-Matra    | 1:19,403                 | 193,232 km/h             | 1:18,565                 | 195,293 km/h             | 17    |
| 20   | Eliseo Salazar     | ATS-Ford        | 1:20,440                 | 190,741 km/h             | 1:18,967                 | 194,299 km/h             | 18    |
| 21   | Derek Warwick      | Toleman-Hart    | 1:20,594                 | 190,376 km/h             | 1:18,985                 | 194,255 km/h             | 19    |
| 22   | Brian Henton       | Tyrrell-Ford    | 1:20,518                 | 190,556 km/h             | 1:19,150                 | 193,850 km/h             | 20    |
| 23   | Teo Fabi           | Toleman-Hart    | 1:20,541                 | 190,502 km/h             | 1:19,300                 | 193,483 km/h             | 21    |
| 24   | Marc Surer         | Arrows-Ford     | 1:22,512                 | 185,951 km/h             | 1:19,584                 | 192,793 km/h             | 22    |
| 25   | Chico Serra        | Fittipaldi-Ford | 1:21,755                 | 187,673 km/h             | 1:19,598                 | 192,759 km/h             | 23    |
| 26   | Raul Boesel        | March-Ford      | 1:20,522                 | 190,547 km/h             | 1:19,621                 | 192,703 km/h             | 24    |
| 27   | Jochen Mass        | March-Ford      | 1:20,552                 | 190,476 km/h             | 1:19,777                 | 192,326 km/h             | 25    |
| 28   | Mauro Baldi        | Arrows-Ford     | 1:20,802                 | 189,886 km/h             | 1:19,815                 | 192,235 km/h             | 26    |
| DNQ  | Roberto Guerrero   | Ensign-Ford     | 1:20,116                 | 191,512 km/h             | 1:20,482                 | 190,641 km/h             | –     |
| DNQ  | Jan Lammers        | Theodore-Ford   | 1:21,453                 | 188,369 km/h             | 1:20,584                 | 190,400 km/h             | –     |
| DNPQ | Riccardo Paletti   | Osella-Ford     | keine Zeit               | –                        | keine Zeit               | –                        | –     |
| DNPQ | Emilio de Villota  | March-Ford      | keine Zeit               | —                        | keine Zeit               | –                        | –     |

### Rennen
| Pos. | Fahrer             | Konstrukteur    | Runden | Stopps | Zeit        | Start | Schnellste Runde |
| ---- | ------------------ | --------------- | ------ | ------ | ----------- | ----- | ---------------- |
| 01   | John Watson        | McLaren-Ford    | 70     | 0      | 1:35:41,995 | 10    | 1:20,214 (67.)   |
| 02   | Keke Rosberg       | Williams-Ford   | 70     | 0      | + 07,268    | 03    | 1:20,797         |
| 03   | Eddie Cheever      | Ligier-Matra    | 69     | 0      | + 1 Runde   | 14    | 1:20,789         |
| 04   | Elio de Angelis    | Lotus-Ford      | 68     | 1      | + 2 Runden  | 11    | 1:21,557         |
| 05   | Nelson Piquet      | Brabham-BMW     | 67     | 1      | + 3 Runden  | 08    | 1:22,284         |
| 06   | Chico Serra        | Fittipaldi-Ford | 67     | 0      | + 3 Runden  | 23    | 1:23,520         |
| 07   | Marc Surer         | Arrows-Ford     | 66     | 0      | + 4 Runden  | 22    | 1:24,564         |
| 08   | Raul Boesel        | March-Ford      | 66     | 0      | + 4 Runden  | 24    | 1:25,061         |
| 09   | Jacques Laffite    | Ligier-Matra    | 66     | 1      | + 4 Runden  | 17    | 1:20,549         |
| –    | Derek Daly         | Williams-Ford   | 60     | 0      | DNF         | 13    | 1:20,995         |
| –    | Jochen Mass        | March-Ford      | 60     | 0      | DNF         | 25    | 1:22,934         |
| –    | Alain Prost        | Renault         | 59     | 2      | DNF         | 01    | 1:21,223         |
| –    | Riccardo Patrese   | Brabham-BMW     | 52     | 0      | DNF         | 09    | 1:21,709         |
| –    | Mauro Baldi        | Arrows-Ford     | 51     | 1      | NC          | 26    | 1:24,945         |
| –    | Jean-Pierre Jarier | Osella-Ford     | 37     | 1      | DNF         | 16    | 1:22,508         |
| –    | Andrea de Cesaris  | Alfa Romeo      | 34     | 0      | DNF         | 06    | 1:20,689         |
| –    | Brian Henton       | Tyrrell-Ford    | 33     | 1      | DNF         | 20    | 1:23,018         |
| –    | Michele Alboreto   | Tyrrell-Ford    | 29     | 0      | DNF         | 05    | 1:21,732         |
| –    | Derek Warwick      | Toleman-Hart    | 29     | 4      | DNF         | 19    | 1:23,148         |
| –    | Teo Fabi           | Toleman-Hart    | 13     | 1      | DNF         | 21    | 1:25,688         |
| –    | Nigel Mansell      | Lotus-Ford      | 9      | 0      | DNF         | 07    | 1:22,506         |
| –    | René Arnoux        | Renault         | 7      | 3      | DNF         | 02    | 1:22,918         |
| –    | Manfred Winkelhock | ATS-Ford        | 0      | 0      | DNF         | 12    | –                |
| –    | Bruno Giacomelli   | Alfa Romeo      | 0      | 0      | DNF         | 15    | –                |
| –    | Eliseo Salazar     | ATS-Ford        | 0      | 0      | DNF         | 18    | –                |
| DSQ  | Niki Lauda         | McLaren-Ford    | 70     | –      | –           | 04    | 1:20,885         |

## WM-Stände nach dem Rennen
Die ersten sechs des Rennens bekamen 9, 6, 4, 3, 2 bzw. 1 Punkt(e). In der Fahrerwertung wurden die besten elf Resultate, in der Konstrukteurswertung alle Resultate gewertet.

### Fahrerwertung
| Pos. | Fahrer              | Konstrukteur               | Punkte |
| ---- | ------------------- | -------------------------- | ------ |
| 01   | Alain Prost         | Renault                    | 18     |
| 02   | John Watson         | McLaren-Ford               | 17     |
| 03   | Keke Rosberg        | Williams-Ford              | 14     |
| 04   | Niki Lauda          | McLaren-Ford               | 12     |
| 05   | Didier Pironi       | Ferrari                    | 10     |
| 06   | Michele Alboreto    | Tyrrell-Ford               | 10     |
| 07   | Carlos Reutemann    | Williams-Ford              | 6      |
| 08   | Gilles Villeneuve † | Ferrari                    | 6      |
| 09   | Elio de Angelis     | Lotus-Ford                 | 5      |
| 10   | Riccardo Patrese    | Brabham-Ford / Brabham-BMW | 4      |
| 11   | Eddie Cheever       | Ligier-Matra               | 4      |
| 12   | René Arnoux         | Renault                    | 4      |
| 13   | Nigel Mansell       | Lotus-Ford                 | 4      |
| 14   | Jean-Pierre Jarier  | Osella-Ford                | 3      |
| 15   | Nelson Piquet       | Brabham-Ford / Brabham-BMW | 2      |
| 16   | Eliseo Salazar      | ATS-Ford                   | 2      |
| 17   | Manfred Winkelhock  | ATS-Ford                   | 2      |

| Pos. | Fahrer            | Konstrukteur               | Punkte |
| ---- | ----------------- | -------------------------- | ------ |
| 18   | Chico Serra       | Fittipaldi-Ford            | 1      |
| 19   | Slim Borgudd      | Tyrrell-Ford               | 0      |
| 20   | Marc Surer        | Arrows-Ford                | 0      |
| 21   | Jochen Mass       | March-Ford                 | 0      |
| 22   | Raul Boesel       | March-Ford                 | 0      |
| 23   | Jacques Laffite   | Ligier-Matra               | 0      |
| 24   | Mauro Baldi       | Arrows-Ford                | 0      |
| 25   | Bruno Giacomelli  | Alfa Romeo                 | 0      |
| 26   | Andrea de Cesaris | Alfa Romeo                 | 0      |
| 27   | Derek Daly        | Theodore-Ford              | 0      |
| –    | Derek Warwick     | Toleman-Hart               | 0      |
| –    | Brian Henton      | Arrows-Ford / Tyrrell-Ford | 0      |
| –    | Roberto Guerrero  | Ensign-Ford                | 0      |
| –    | Mario Andretti    | Williams-Ford              | 0      |
| –    | Teo Fabi          | Toleman-Hart               | 0      |
| –    | Riccardo Paletti  | Osella-Ford                | 0      |

### Konstrukteurswertung
| Pos. | Konstrukteur  | Punkte |
| ---- | ------------- | ------ |
| 01   | McLaren-Ford  | 29     |
| 02   | Renault       | 22     |
| 03   | Williams-Ford | 20     |
| 04   | Ferrari       | 16     |
| 05   | Tyrrell-Ford  | 10     |
| 06   | Lotus-Ford    | 9      |
| 07   | ATS-Ford      | 4      |
| 08   | Brabham-Ford  | 4      |
| 09   | Ligier-Matra  | 4      |

| Pos. | Konstrukteur    | Punkte |
| ---- | --------------- | ------ |
| 10   | Osella-Ford     | 3      |
| 11   | Brabham-BMW     | 2      |
| 12   | Fittipaldi-Ford | 1      |
| 13   | Arrows-Ford     | 0      |
| 14   | March-Ford      | 0      |
| 15   | Alfa Romeo      | 0      |
| 16   | Theodore-Ford   | 0      |
| –    | Toleman-Hart    | 0      |
| –    | Ensign-Ford     | 0      |